# Osvaldo Álvarez Guerrero
Osvaldo Álvarez Guerrero (Florida, Buenos Aires, 1940 - Ciudad de Buenos Aires, 27 de julio de 2008) fue un político argentino, dirigente de la Unión Cívica Radical, y primer gobernador de la provincia de Río Negro desde el retorno de la democracia en 1983.

## Biografía
En 1958 se afilió a la Unión Cívica Radical del Pueblo en el Comité de Vicente López, Provincia de Buenos Aires, participando de la Juventud Radical. Recibido de abogado en la Facultad de Derecho y Ciencias Sociales de la Universidad de Buenos Aires en 1963, en junio del año siguiente se radicó en Río Negro, donde participó del gobierno radical desde 1964 en que el gobernador Carlos Nielsen lo designa subsecretario de Asuntos Sociales, hasta el golpe de Estado de la Revolución Argentina el 28 de junio de 1966.
Cofundador del Movimiento de Renovación y Cambio -ala renovadora del viejo partido radical que a nivel nacional lideraban el bonaerense Raúl Alfonsín y el cordobés Conrado Storani, integra la junta reorganizadora de la Unión Cívica Radical de la provincia de Río Negro 1972 y luego preside el Comité Provincial partidario.
En las elecciones de marzo de 1973 es electo diputado nacional del bloque radical que presidía el balbinista Antonio Tróccoli, hasta el golpe de Estado del 24 de marzo de 1976.  
Con el final del Proceso de Reorganización Nacional y la apertura electoral, Álvarez Guerrero fue candidato a gobernador de Río Negro por la UCR. Fue Gobernador durante el período 1983-1987. Durante esta época la provincia debió enfrentar una delicada situación económica sin capacidad de recaudación, con un alto nivel de evasión impositiva y dependiente de los aportes nacionales, sumado al delicado estado del Banco de la Provincia de Río Negro. Durante la última parte de su gobernación se produjeron numerosos conflictos, sobre todo en el ámbito de la administración pública, que tenía un fuerte peso en la estructura de población económicamente activa. La Unión de Trabajadores de la Educación de Río Negro (Unter) sostuvo un prolongado enfrentamiento en 1987 con Álvarez Guerrero: el congelamiento salarial a los docentes decretado por el gobernador desató las protestas de los gremios docentes e inició un largo conflicto que dejó 23 jornadas de clases perdidas en paros docentes semanales sucesivos de 72 horas o más y, entre otras medidas, cortes del tránsito. El incremento del gasto público no tuvo correlato con el crecimiento real de la actividad económica y la recaudación, forzando al endeudamiento público que asumió progresivamente la forma de crisis fiscal.
Fue elegido diputado nacional en 1987, por el período 1987/1991. En dichas elecciones los radicales de Río Negro y Córdoba fueron los únicos que se mantuvieron en el gobierno provincial luego de la derrota del oficialismo radical frente al peronismo, que obtuvo los gobiernos en 17 provincias y aumentó su representación legislativa en la cámara baja del Congreso Nacional. En septiembre de 1987 el radicalismo sería derrotado en las elecciones a diputados nacionales y en las de gobernadores; solo Río Negro conservaría ese signo político. La disminución de poder que esto supuso y que se acrecentaría paulatinamente por la crisis económica y social provincial.
En 1991 fue elegido presidente de la Convención Nacional de su partido, cargo al que renunció en 1994 en oposición al acuerdo para la reforma de la Constitución Nacional conocido como pacto de Olivos habido entre el expresidente Alfonsín y su sucesor peronista Carlos Saúl Menem, ambos titulares de sus respectivos partidos.
Opositor al pacto de Olivos, se mantuvo crítico a las direcciones partidarias, en lugar de su exministro y sucesor en la gobernación de Río Negro, el radical  Horacio Massaccesi, que fue candidato presidencial de la UCR.
Radicado en la Ciudad de Buenos Aires y alejado políticamente del oficialismo radical rionegrino —hecho que proseguirá hasta su muerte en que el gobierno radical de Río Negro decide apoyar la candidatura presidencial de la peronista Cristina Fernández de Kirchner— Álvarez Guerrero integró la Fundación Arturo Illia.
Tras la caída del gobierno de la Alianza de Fernando de la Rúa, ante la crisis pronunciada en que se comenzó a debatir su partido, el exgobernador rionegrino ensayó una precandidatura presidencial para las internas radicales del 2002, de la que finalmente tuvo que desistir ante la falta de apoyos importantes. Había tenido un breve acercamiento a la entonces diputada radical disidente Elisa Carrió, de la que se apartó disgustado por los ribetes místicos de la legisladora.
Falleció en Buenos Aires en julio de 2008. Sus restos fueron despedidos en la sede del Comité Nacional de su partido.

## Obras
- El radicalismo y le ética social. Yrigoyen y el krausismo (1986)
- Las razones de la libertad. Las plataformas de la UCR: 1937-1989 (1990) [cita requerida]
- Las máscaras del poder (1992)
- El nombre de las cosas y otros ensayos (1997)
- Hipólito Yrigoyen ante la condición humana (2005)[5]
- Arturo Illia: La ortodoxia republicana[6]